# Fist of Fury
Jing wu men (internationale titel Fist of Fury) is een Hongkongse martialartsfilm uit 1972 met in de hoofdrol Bruce Lee.

## Verhaal
Shanghai, 1908. Wanneer de leermeester Huo Yuanjia van kungfu student Chen Zhen vergiftigd wordt, wil Chen Zhen koste wat kost wraak nemen. Als hij erachter komt dat de concurrerende Japanse sportschool achter de dood van de meester zit, probeert hij in de school te infiltreren om de moord te wreken.

## Rolverdeling
| Acteur                 | Personage                                                         |
| ---------------------- | ----------------------------------------------------------------- |
| Bruce Lee              | Chen Zhen                                                         |
| Nora Miao              | Yuan Le-erh (als Miao Ker Hsiu)                                   |
| James Tien             | Fan Chun-hsia                                                     |
| Chikara Hashimoto      | Hiroshi Suzuki (als Riki Hashimoto)                               |
| Tien Feng              | Fan Junxia                                                        |
| Maria Yi               | Yen                                                               |
| Robert Baker           | Petrov                                                            |
| Paul Wei               | Wu En                                                             |
| Fu Ching Chen          | Chao                                                              |
| Shan Chin              | Tung                                                              |
| Ying-Chieh Han         | Feng Kwai-sher                                                    |
| Jun Katsumura          | Suzuki's bodyguard                                                |
| Fung Ngai              | Yoshida                                                           |
| Lo Wei                 | Inspecteur Lo                                                     |
| Chung-Hsin Huang       | Tien                                                              |
| Han Ying-chieh         | Feng Guishi                                                       |
| Kun Li                 | Hsu (als Quin Lee)                                                |
| Ying-Chi Li            | Li (als Yin Chi Lee)                                              |
| Tony Liu               | Chin                                                              |
| Yi Feng                | Yoshida (als Fung Yi)                                             |
| Jackie Chan            | Jing Wu student / stuntdubbel Hiroshi Suzuki (special appearance) |
| Yuen Wah               | Japanse parkbezoeker die Chen Zhen bespot                         |
| Vincent Kwok Wing-Sing | Japanse parkbezoeker die Chen Zhen bespot                         |
| Peter Chan Lung        | Suzuki's student die papier eet                                   |
| Max Lee Chiu-Chun      | Suzuki's harige student                                           |
| Wong Chi-Ming          | Suzuki's student geraakt met nunchucks                            |
| Yuen Biao              | Suzuki's student die spart met Petrov                             |
| Corey Yuen             | Suzuki's student                                                  |
| Hon Kwok-Choi          | Suzuki's student                                                  |
| Pan Yung-Sheng         | Suzuki's student                                                  |
| Yeung Wah              | Suzuki's student                                                  |
| Ng Ming-Choi           | Suzuki's student                                                  |
| Sham Chin-Bo           | Suzuki's student                                                  |
| Billy Chan Wui-Ngai    | Suzuki's student                                                  |
| Lam Ching-Ying         | Suzuki's student                                                  |
| Chow Ga-Chong          | Suzuki's student                                                  |
| Cheung Wing-Hon        | Suzuki's student                                                  |
| Addy Sung Gam-Loi      | Suzuki's student                                                  |